# フアン・マヌエル・ロドリゲス
フアン・マヌエル・ロドリゲス（Juan Manuel Rodríguez、1996年12月15日 - ）は、スーペル・ラグビー・アメリカス、ペニャロール・ラグビーに所属するラグビーユニオン選手。

## プロフィール
- ウルグアイ出身[1]。
- ポジションはロック(LO)。
- 身長 188cm、体重 103kg
- ウルグアイ代表キャップは3（2025年2月現在）でラグビーワールドカップ2023のウルグアイ代表に選ばれた[2]。

## 略歴
2021年、ペニャロールに加入。